# Paratico
Paratico is een gemeente in de Italiaanse provincie Brescia (regio Lombardije) en telt 3911 inwoners (31-12-2004). De oppervlakte bedraagt 6,3 km², de bevolkingsdichtheid is 574 inwoners per km².

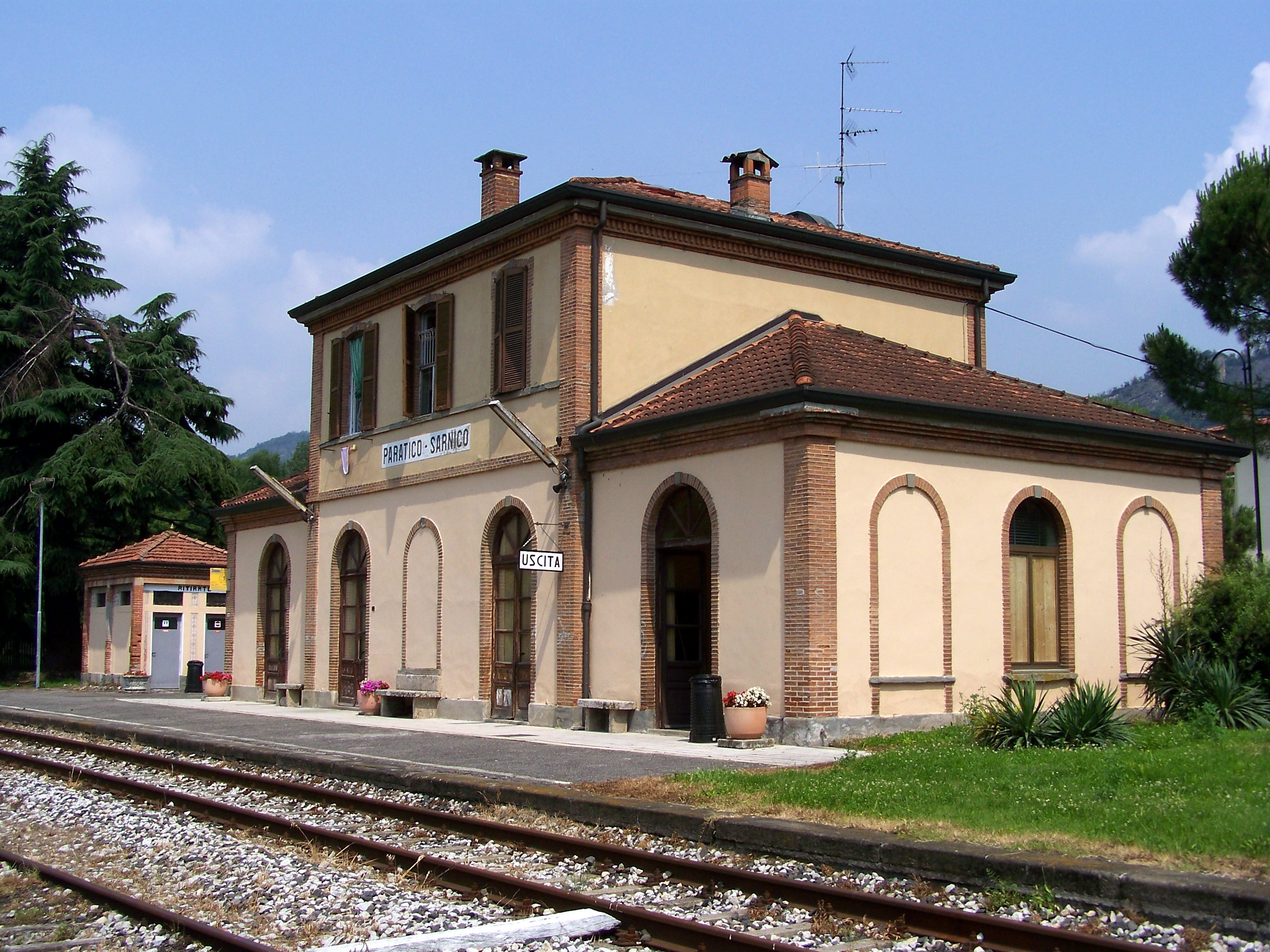
Station
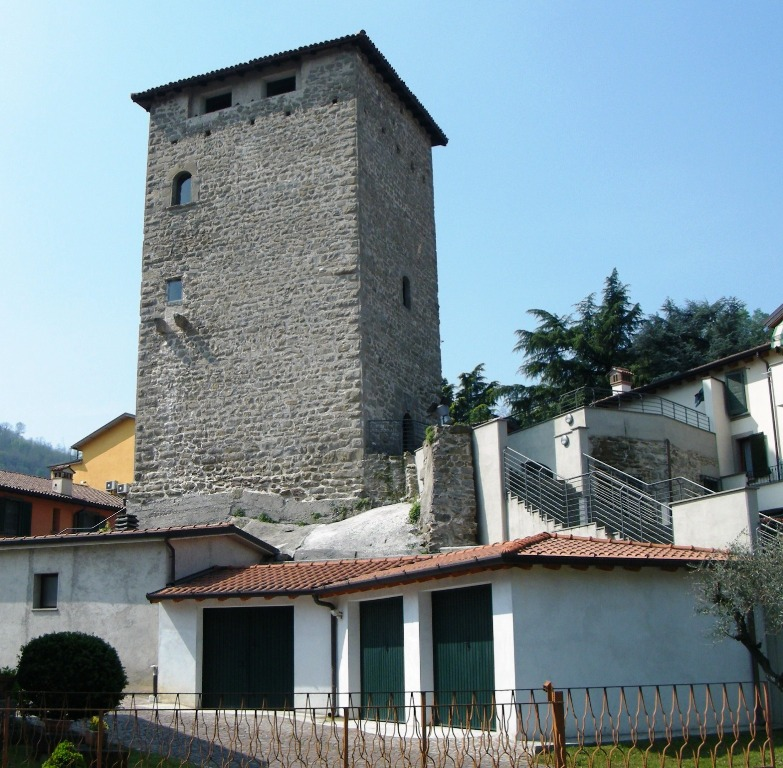
Torre Lantieri
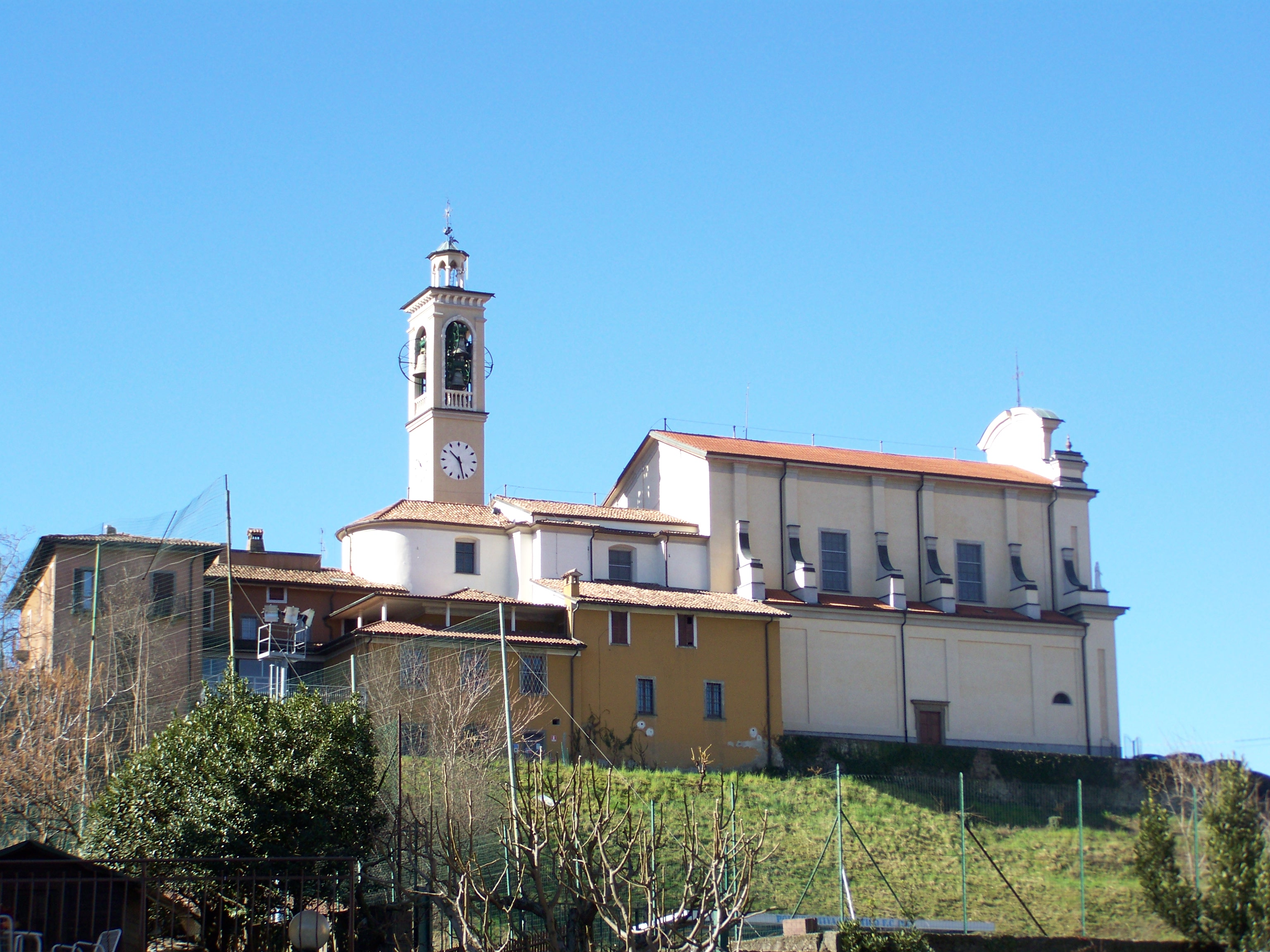
Parochiekerk Santa Maria Assunta

## Demografie
Paratico telt ongeveer 1599 huishoudens. Het aantal inwoners steeg in de periode 1991-2001 met 5,5% volgens cijfers uit de tienjaarlijkse volkstellingen van ISTAT.
| Jaar | Inwoneraantal |
| ---- | ------------- |
| 1991 | 3265          |
| 2001 | 3445          |

## Geografie
Paratico grenst aan de volgende gemeenten: Adro, Capriolo, Credaro (BG), Iseo, Sarnico (BG), Villongo (BG).